# دیگو سوزا (بازیکن فوتبال، زاده ۱۹۸۵)
دیگو دِ سوزا آندراده (پرتغالی: Diego de Souza Andrade؛ زادهٔ ۲۰ مارس ۱۹۸۷) که به صورت ساده با نام دیگو سوزا شناخته می‌شود، بازیکن فوتبال اهل برزیل است.
دیه گو دی سوزا آندراده در تیم‌های فوتبال فلومیننزه، بنفیکا، فلامینگو، گرمیو، پالمیراس، اتلتیکو مینیرو، واسکو دوگاما، الاتحاد، کروزیرو، متالیست خارکوف، سائو پائولو و بوتافوگو سابقهٔ حضور دارد.